# 에우스트아그데르주

에우스트아그데르주의 위치

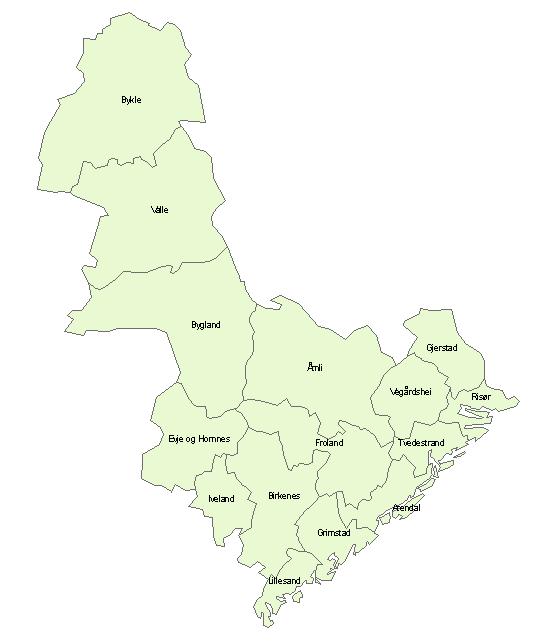
에우스트아그데르주의 지방 자치체

에우스트아그데르주(노르웨이어: Aust-Agder fylke)는 노르웨이 남서부에 위치했던 폐지된 주이다. 주도는 아렌달이며 면적은 9,158.15km2, 인구는 113,518명(2014년 기준), 인구 밀도는 12명/km2이다. 서쪽으로는 로갈란주와 베스트아그데르주, 동쪽으로는 텔레마르크주, 남쪽으로는 북해와 접한다. 15개 지방 자치체를 관할했다.
2020년 1월 1일부로 베스트아그데르주와 통폐합되어 아그데르주가 신설되면서 폐지되었다.

에우스트아그데르주의 문장

## 인구
| 연도                       | 인구    | ±%     |
| -------------------------- | ------- | ------ |
| 1951                       | 75,811  | —      |
| 1961                       | 77,066  | +1.7%  |
| 1971                       | 80,839  | +4.9%  |
| 1981                       | 90,629  | +12.1% |
| 1991                       | 97,314  | +7.4%  |
| 2001                       | 102,714 | +5.5%  |
| 2011                       | 110,048 | +7.1%  |
| 2021?                      | 126,092 | +14.6% |
| 2031?                      | 139,982 | +11.0% |
| Source: Statistics Norway. |         |        |

## 같이 보기
- 베스트아그데르주
- 쇠를란데트
- 아그데르주